# Юрасов, Владимир Иванович
Владимир Юрасов (1914—1996) — писатель второй волны русской эмиграции, сотрудник Радио Свобода в течение 30 лет. Настоящее имя: в СССР Владимир Иванович Жабинский; в США Vladimir Rudolph Shabinsky.

## Биография
Родился в Румынии, рос в семье отчима в Ростове-на-Дону. В 1930 окончил школу, работал электромонтёром.
В 1932 приехал в Ленинград, работал бригадиром, затем прорабом на заводе «Красный Путиловец».
В 1934 поступил на литературный факультет ЛИФЛИ (в 1936 этот вуз объединили с Ленинградским университетом).
В 1937 арестован по доносу, сделанному с целью получить комнату, и осуждён на восемь лет лагерей, направлен в Сегежлаг (Карелия). С началом Великой Отечественной войны заключённых эвакуировали на восток, и во время бомбёжки эшелона Жабинскому удалось бежать.
Два года он скрывался, а после освобождения Ростова-на-Дону в 1943 подделал анкетные данные и получил новые документы. Работал на заводе, затем призван в действующую армию, где дослужился до звания подполковника.
В 1946 переведён в СВАГ, в 1947 демобилизован, оставшись на прежней работе.
В том же году получил предписание ехать в Москву для проверки и бежал в Западный Берлин. После долгих проволочек в 1951 получил разрешение на въезд в США. В том же году начал печататься, сначала под псевдонимом «С. Юрасов», подсказанным Р. Гулем, а с 1952 как Владимир Юрасов, затем — Владимир Рудольф. С начала 1970-х отошёл от литературы.
С 1952 по 1981 работал на радиостанции «Свобода».
Последние годы жил в посёлке Valley Cottage, штат Нью-Йорк.
Является прототипом Остапа Оглоедова в романе Г. П. Климова «Имя моё легион».

## Творчество
Единственный роман «Параллакс» печатался отдельными главами в журналах, начиная с 1951 года (первоначальное название «Враг народа»), а полностью издан в 1972. Он основан на военном опыте Юрасова и описывает внутренние переживания советского офицера высокого ранга в первые послевоенные годы.
Во время Оттепели написал 18 литературно-критических статей, в основном о советских писателях. Они собраны в книге «Просветы». Написал также «продолжение» поэмы Твардовского «Василий Тёркин» — «Василий Тёркин после войны», получившее резкую отповедь Твардовского.

## Публикации в эмигрантской периодике и книги
- Сегежская ночь. Поэма. (1939) // Новый журнал. 1951. № 27.
- Из переводов самого себя (1939—1948). Стихи // Грани. 1951. № 11.
- Враг народа. Из романа // Грани. 1951. № 12.
- Горе тому же кувшину // Литературный современник. 1951. № 1. (рассказ)
- Встреча. Отрывок из романа «Враг народа» // Литературный современник. 1951. № 1.
- Ирина Одоевцева. Оставь надежду навсегда [Рецензия] // Новый журнал. 1954. № 39.
- Страх. Из романа // Новый журнал. 1955. № 41.
- Враг народа. Нью-Йорк: Изд. им. Чехова, 1952.
- Василий Тёркин после войны. Нью-Йорк: Изд. им. Чехова, 1953.
- Просветы. Заметки о советской литературе. 1956—1957. Мюнхен: Изд. ЦОПЭ, 1958 pdf
- Картинки с выставки: Брюссельские встречи. Мюнхен: Изд. ЦОПЭ, 1959. — 46 с. pdf
- Параллакс. Нью-Йорк: Изд. газеты «Новое русское слово», 1972. pdf